# Lívia Renata Souza
Livia Renata dos Santos Souza (Araraquara, 11 de março de 1991) é uma lutadora brasileira de MMA que compete no UFC, na divisão peso palha. É ex-campeã peso palha do Invicta FC. É considerada uma das melhores lutadoras peso palha de MMA do mundo fora.

## Carreira
Derrotou a finlandesa Katja Kankaanpää para ganhar o título da categoria.. Em 16 de janeiro de 2016, conseguiu defender pela primeira vez seu cinturão contra a estadunidense DeAnna Bennet. Em 7 de maio de 2016, Livia sofreu sua primeira derrota, contra Angela Hill, perdendo assim seu cinturão.

## Cartel no MMA
| Cartel no MMA   |             |            |
| 18 lutas        | 14 vitórias | 4 derrotas |
| Por nocaute     | 2           | 1          |
| Por finalização | 8           | 0          |
| Por decisão     | 4           | 3          |

| Res.    | Cartel | Oponente             | Método                           | Evento                                  | Data       | Round | Tempo | Local                  | Notas                                                                                    |
| ------- | ------ | -------------------- | -------------------------------- | --------------------------------------- | ---------- | ----- | ----- | ---------------------- | ---------------------------------------------------------------------------------------- |
| Derrota | 14-4   | Randa Markos         | Decisão (unânime)                | UFC Fight Night: Costa vs. Vettori      | 23/10/2021 | 3     | 5:00  | Enterprise, Nevada     |                                                                                          |
| Derrota | 14-3   | Amanda Lemos         | Nocaute técnico (socos)          | UFC 259: Blachowicz vs. Adesanya        | 06/03/2021 | 1     | 3:39  | Las Vegas, Nevada      |                                                                                          |
| Vitória | 14-2   | Ashley Yoder         | Decisão (unânime)                | UFC 252: Miocic vs. Cormier 3           | 15/08/2020 | 3     | 5:00  | Las Vegas, Nevada      |                                                                                          |
| Derrota | 13-2   | Brianna Van Buren    | Decisão (unânime)                | UFC Fight Night: de Randamie vs. Ladd   | 13/07/2019 | 3     | 5:00  | Sacramento, Califórnia |                                                                                          |
| Vitória | 13-1   | Sarah Frota          | Decisão (Dividida)               | UFC Fight Night: Assunção vs. Moraes II | 02/02/2019 | 3     | 5:00  | Fortaleza              |                                                                                          |
| Vitória | 12-1   | Alex Chambers        | Finalização (Guilhotina)         | UFC Fight Night: Santos vs. Anders      | 22/09/2018 | 1     | 1:21  | São Paulo              | Estréia no UFC.                                                                          |
| Vitória | 11-1   | Janaisa Morandin     | Decisão (Unânime)                | Invicta FC 25: Kunitskaya vs. Pa'aluhi  | 31/08/2017 | 3     | 5:00  | Califórnia             |                                                                                          |
| Vitória | 10-1   | Ayaka Hamasaki       | Nocaute (Socos)                  | Invicta FC 22: Evinger vs. Kunitskaya 2 | 25/03/2017 | 1     | 1:41  | Kansas City, Missouri  |                                                                                          |
| Derrota | 9–1    | Angela Hill          | Decisão (dividida)               | Invicta FC 17: Evinger vs. Schneider    | 07/05/2016 | 5     | 5:00  | Costa Mesa, California | Perdeu o Cinturão Peso-palha do Invicta FC.                                              |
| Vitória | 9–0    | DeAnna Bennett       | Nocaute Técnico (chute e socos)  | Invicta FC 15: Cyborg vs. Ibragimova    | 16/01/2016 | 1     | 1:30  | Costa Mesa, California | Defendeu o Cinturão Peso-palha do Invicta FC. Performance da Noite.                      |
| Vitória | 8–0    | Katja Kankaanpää     | Finalização (triângulo)          | Invicta FC 12: Kankaanpää vs. Souza     | 24/04/2015 | 4     | 3:58  | Kansas City, Missouri  | Ganhou o Cinturão Peso-palha do Invicta FC. Estréia no Invicta FC. Performance da noite. |
| Vitória | 7–0    | Camila Lima          | Finalização (mata-leão)          | Talent MMA Circuit 12: Campinas 2014    | 20/09/2014 | 1     | 0:47  | São Paulo              | Ganhou o cinturão Peso-palha do Circuito Talent de MMA.                                  |
| Vitória | 6–0    | Edlane Franca Godoy  | Finalização (chave de braço)     | XFMMA 9                                 | 21/08/2014 | 1     | 4:01  | São Paulo              | Ganhou o cinturão Peso-palha do XFMMA.                                                   |
| Vitória | 5–0    | Bianca Reis          | Finalização (triângulo)          | Costa Combat MMA                        | 14/12/2013 | 1     | 0:42  | São Paulo              | Ganhou o cinturão Peso-palha do Costa Combat MMA.                                        |
| Vitória | 4–0    | Aline Sattelmayer    | Decisão (unânime)                | Talent MMA Circuit 4: Itatiba 2013      | 26/10/2013 | 3     | 5:00  | São Paulo              |                                                                                          |
| Vitória | 3–0    | Andressa Rocha       | Finalização (chave de braço)     | PFC 24                                  | 09/08/2013 | 2     | 4:02  | São Paulo              | Ganhou o cinturão Peso-mosca do Predador FC.                                             |
| Vitória | 2–0    | Aline Sattelmayer    | Finalização (chave de calcanhar) | XFMMA 26                                | 27/07/2013 | 1     | 0:24  | São Paulo              |                                                                                          |
| Vitória | 1–0    | Cindia Candela Faria | Finalização (chave de braço)     | PFC 23                                  | 09/03/2013 | 1     | 2:35  | São Paulo              |                                                                                          |